# Лютеранська вулиця (Херсон)
Вулиця Лютеранська (колишні назви — вул. Кі́рова, вул. Катерини Гандзюк) — вулиця у Центральному районі міста Херсона.

## Історія
Вперше вулиця з'явилася на плані міста у 1885 році.
Сполучає проспект Незалежності та вулицю Дружби, з якою формує єдину лінію з вулицями: Гімназична, що спочатку проходить паралельно Лютеранській, а наприкінці під кутом — Порт-Елеватор. Західна частина вулиці сформувалася у другій половині XIX століття під назвою Лютеранська, оскільки на місці сучасного житлового будинку з ресторанами та кафе на першому поверсі (раніше фірмовим кондитерським магазином «Тавричанка») перебувала євангелічно-лютеранська кірха, від якої і пішла назва вулиці. Вулицю Лютеранську прикрашають будинки кінця XIX — початку ХХ століть (старий корпус Управління Національної поліції Херсона, церква святителя Петра Могили, музична школа (колишній будинок Блажкова). Вулиця межує з Шевченківським парком та є одним із найпрестижніших місць Херсона.
З 1930-х по 2016 роки мала назву вулиця Кірова. Її східна частина сформувалася після Другої світової війни.

## Галерея

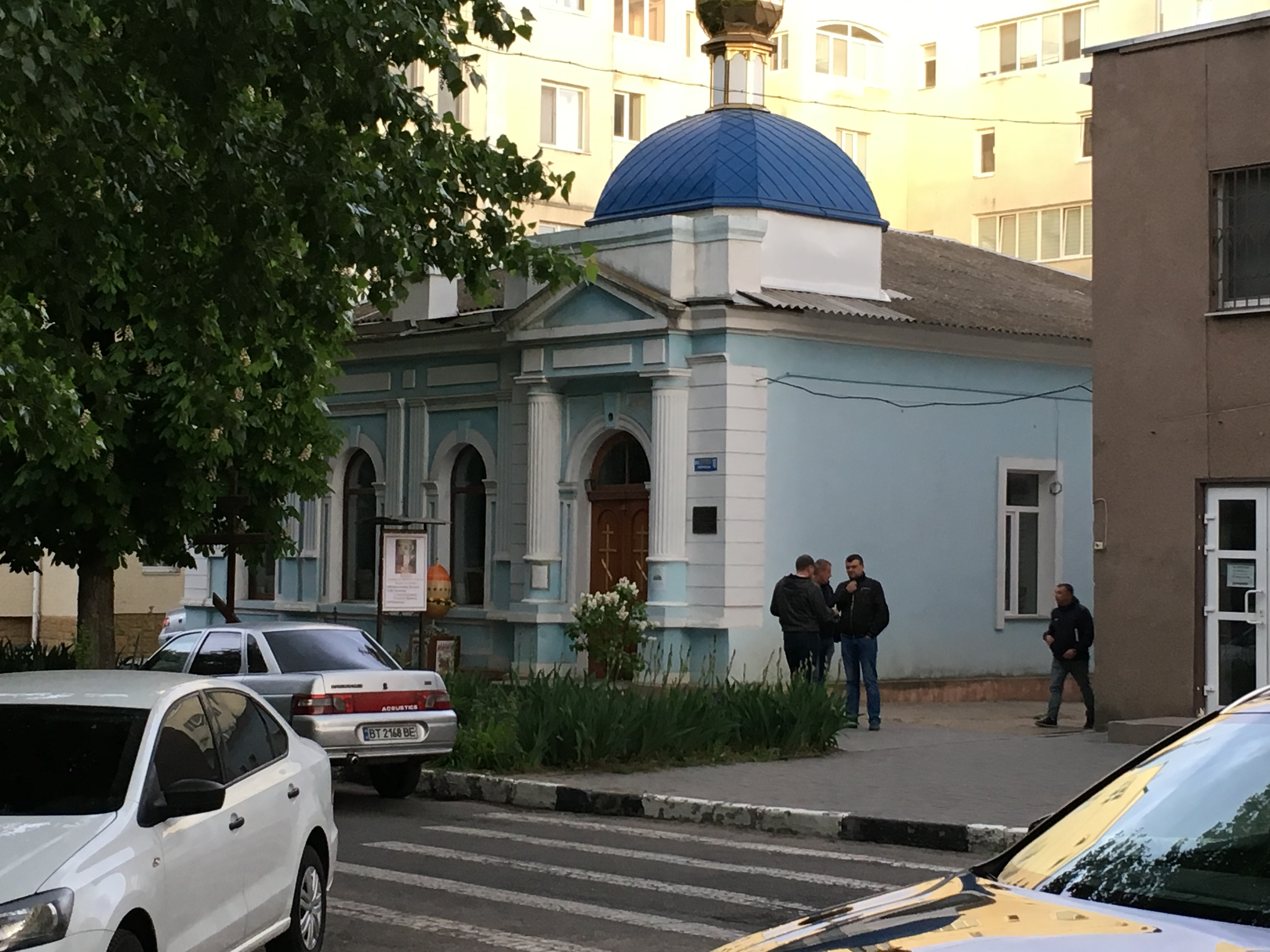
Церква святителя Петра Могили (вул. Лютеранська, 10)
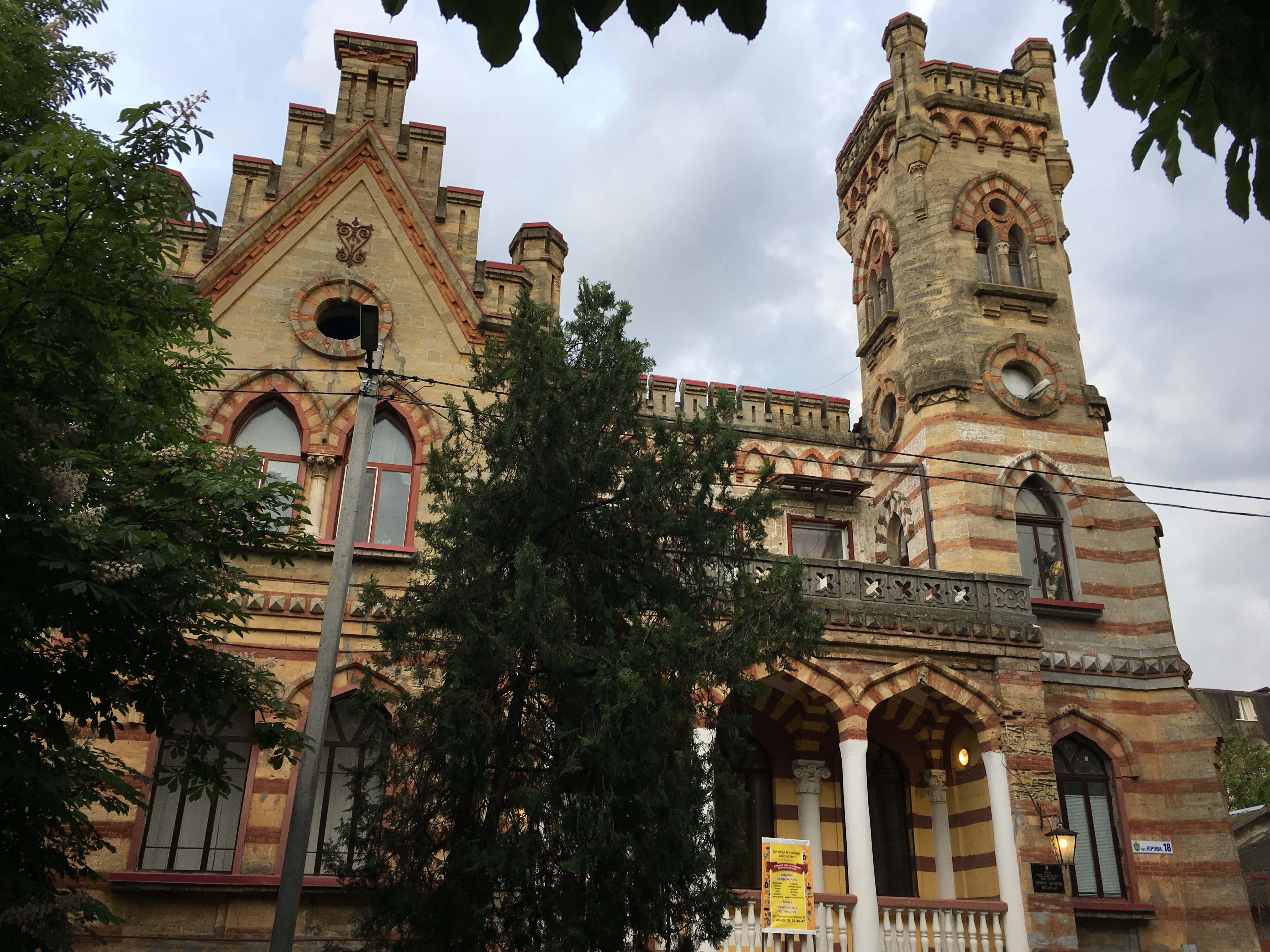
Дитяча музична школа № 1 (вул. Лютеранська, 18)